# Bactrocera fulvipes
Bactrocera fulvipes
 es una especie de díptero que Perkins describió por primera vez en 1938. Bactrocera fulvipes pertenece al género Bactrocera de la familia Tephritidae.